# Maorichthonius mortenseni
Genre
Espèce
Maorichthonius mortenseni, unique représentant du genre Maorichthonius, est une espèce de pseudoscorpions de la famille des Chthoniidae.

## Distribution
Cette espèce est endémique de Nouvelle-Zélande.

## Description
Maorichthonius mortenseni mesure 1,6 à 1,8 mm.

## Publication originale
- Chamberlin, 1925 : Notes on the status of genera in the chelonethid family Chthoniidae together with a description of a new genus and species from New Zealand. Videnskabelige Meddelelser fra Dansk Naturhistorisk Forening i Kjøbenhavn, vol. 81, p. 333-338.